# Arrigo Breschi
Arrigo Breschi ist ein italienischer Artdirector und Szenenbildner.

## Leben
Breschi begann seine Karriere als Szenenbildner 1950 bei der von Paolo William Tamburella inszenierten Filmkomödie Sambo mit Nando Bruno, Lauro Gazzolo und Paolo Stoppa in den Hauptrollen. In der Folgezeit war er bis 1979 an der szenischen Ausstattung von über fünfzig Filmen beteiligt.
Bei der Oscarverleihung 1961 war er zusammen mit Hal Pereira, Roland Anderson und Sam Comer für den Film Es begann in Neapel (1960) für den Oscar in der Kategorie Bestes Szenenbild in einem Farbfilm nominiert.

## Filmografie (Auswahl)
- 1950: Sambo
- 1954: Attila, die Geißel Gottes (Attila)
- 1954: Die Frau vom Fluß (La donna del fiume)
- 1958: Liebe und Geschwätz (Amore e chiacchiere (Salviamo il panorama))
- 1959: Die Nächte sind voller Gefahren (Le notti dei Teddy Boys)
- 1960: Der Meistergauner (Il mattatore)
- 1960: Es begann in Neapel (It Started in Naples)
- 1961: Zwei in einem Stiefel (Il federale)
- 1961: Agent 0-1-7 auf heißer Spur (Caccia all’uomo)
- 1961: Hochwürden Don Camillo (Don Camillo monsignore… ma non troppo)
- 1961: Seine Exzellenz bleibt zum Essen (Sua Eccellenza si fermò a mangiare)
- 1963: Der rosarote Panther (The Pink Panther)
- 1963: I mostri
- 1963: Das Gold der Cäsaren (Oro per i Cesari)
- 1964: Frivole Spiele (Se permettete parliamo di donne)
- 1964: Auf eine ganz krumme Tour (La congiuntura)
- 1964: Blutige Seide (Sei donne per l’assassino)
- 1965: Die Todesminen von Canyon City (¡Que viva Carrancho!)
- 1969: Ein Hauch von Sinnlichkeit (The Appointment)
- 1972: Der Mann von La Mancha (Man of La Mancha)
- 1976: Die Macht und ihr Preis (Cadaveri eccellenti)
- 1977: Hilfe, sie liebt mich (L’altra meta del cielo)
- 1977: Vom Blitz getroffen (Doppio delitto)